# Hieracium laevigatum
Hieracium laevigatum é uma espécie de planta com flor pertencente à família Asteraceae. 
A autoridade científica da espécie é Willd., tendo sido publicada em Sp. Pl., ed. 4 (Willdenow) 3(3): 1590. 1803.

## Portugal
Trata-se de uma espécie presente no território português, nomeadamente em Portugal Continental.
Em termos de naturalidade é nativa da região atrás indicada.

## Protecção
Não se encontra protegida por legislação portuguesa ou da Comunidade Europeia.